# سیارا میشل
سیارا میشل (به انگلیسی: Ciara Michel) (زاده ۲ سپتامبر ۱۹۸۵) بازیکن والیبال اهل بریتانیا مدافع میانی تیم ملی والیبال زنان بریتانیا است. او ستاره حال حاضر تیم ملی بریتانیاست.